# Veronicastrum yunnanense
Veronicastrum yunnanense là một loài thực vật có hoa trong họ Mã đề. Loài này được (W.W. Sm.) T. Yamaz. miêu tả khoa học đầu tiên năm 1957.